# Picophagophyceae
Picophagophyceae (ou Picophagea) é uma classe de protistas pertencente ao grupo dos Stramenopiles.

## Descrição
O grupo compreende organismos unicelulares fagotróficos do tipo ameboide com ou sem cloroplastos. Os resultados das análises filogenéticas confirmam que é um grupo próximo das Chrysophyceae (algas-douradas). A classe inclui os seguintes géneros:
- Picophagus — Biflagelados desprovidos de cloroplastos.
- Chlamydomyxa — Organismos fotossintéticos com filopódios ou reticulopódios.
- Synchroma — Ameboide marinho com um único complexo de cloroplastos.
- Leukarachnion — Ameboide sem cloroplastos, considerado como de posição filogenética incerta.[4]

O posicionamento filogenético do agrupamento Picophagophyceae, como dos restantes grupos de protistas incluídos entre os Stramenopiles continua incerto. Com base em trabalhos recentes (2015-2016) sobre a filogenia dos eucariotas é possível estabelecer o seguinte cladograma:

|  | Bolidophyceae Guillou & Chretiennot-Dinet 1999 |
|  |                                                |
|  | Bacillariophyceae Haeckel 1878 (diatomáceas)   |
|  |                                                |

|  | Pinguiophyceae Kawachi et al. 2002       |
|  |                                          |
|  | Eustigmatophyceae Hibberd & Leedale 1971 |
|  |                                          |

|  | Synchromophyceae Horn & Wilhelm 2007                                                                       |
|  | |
|  | \| \| Leukarachnion Geitler 1942 \| \| \| \| \| \| Chrysophyceae Pascher 1914 (algas-douradas) \| \| \| \| |
|  | |
|  | Leukarachnion Geitler 1942                                                                                 |
|  | |
|  | Chrysophyceae Pascher 1914 (algas-douradas)                                                                |
|  | |

|  | Leukarachnion Geitler 1942                  |
|  |                                             |
|  | Chrysophyceae Pascher 1914 (algas-douradas) |
|  |                                             |

|  | Synchromophyceae Horn & Wilhelm 2007                                                                       |
|  | |
|  | \| \| Leukarachnion Geitler 1942 \| \| \| \| \| \| Chrysophyceae Pascher 1914 (algas-douradas) \| \| \| \| |
|  | |
|  | Leukarachnion Geitler 1942                                                                                 |
|  | |
|  | Chrysophyceae Pascher 1914 (algas-douradas)                                                                |
|  | |

|  | Leukarachnion Geitler 1942                  |
|  |                                             |
|  | Chrysophyceae Pascher 1914 (algas-douradas) |
|  |                                             |

|  | Chrysomerophyceae Cavalier-Smith 1995 |
|  | |
|  | \| \| Phaeothamniophyceae Andersen & Bailey 1998 s.l. \| \| \| \| \| \| Xanthophyceae Allorge 1930 emend. Fritsch 1935 (algas verde-amareladas) \| \| \| \| |
|  | |
|  | Phaeothamniophyceae Andersen & Bailey 1998 s.l. |
|  | |
|  | Xanthophyceae Allorge 1930 emend. Fritsch 1935 (algas verde-amareladas)                                                                                     |
|  | |

|  | Phaeothamniophyceae Andersen & Bailey 1998 s.l.                         |
|  |                                                                         |
|  | Xanthophyceae Allorge 1930 emend. Fritsch 1935 (algas verde-amareladas) |
|  |                                                                         |

|  | Chrysomerophyceae Cavalier-Smith 1995 |
|  | |
|  | \| \| Phaeothamniophyceae Andersen & Bailey 1998 s.l. \| \| \| \| \| \| Xanthophyceae Allorge 1930 emend. Fritsch 1935 (algas verde-amareladas) \| \| \| \| |
|  | |
|  | Phaeothamniophyceae Andersen & Bailey 1998 s.l. |
|  | |
|  | Xanthophyceae Allorge 1930 emend. Fritsch 1935 (algas verde-amareladas)                                                                                     |
|  | |

|  | Phaeothamniophyceae Andersen & Bailey 1998 s.l.                         |
|  |                                                                         |
|  | Xanthophyceae Allorge 1930 emend. Fritsch 1935 (algas verde-amareladas) |
|  |                                                                         |

|  | Chrysomerophyceae Cavalier-Smith 1995 |
|  | |
|  | \| \| Phaeothamniophyceae Andersen & Bailey 1998 s.l. \| \| \| \| \| \| Xanthophyceae Allorge 1930 emend. Fritsch 1935 (algas verde-amareladas) \| \| \| \| |
|  | |
|  | Phaeothamniophyceae Andersen & Bailey 1998 s.l. |
|  | |
|  | Xanthophyceae Allorge 1930 emend. Fritsch 1935 (algas verde-amareladas)                                                                                     |
|  | |

|  | Phaeothamniophyceae Andersen & Bailey 1998 s.l.                         |
|  |                                                                         |
|  | Xanthophyceae Allorge 1930 emend. Fritsch 1935 (algas verde-amareladas) |
|  |                                                                         |

|  | Chrysomerophyceae Cavalier-Smith 1995 |
|  | |
|  | \| \| Phaeothamniophyceae Andersen & Bailey 1998 s.l. \| \| \| \| \| \| Xanthophyceae Allorge 1930 emend. Fritsch 1935 (algas verde-amareladas) \| \| \| \| |
|  | |
|  | Phaeothamniophyceae Andersen & Bailey 1998 s.l. |
|  | |
|  | Xanthophyceae Allorge 1930 emend. Fritsch 1935 (algas verde-amareladas)                                                                                     |
|  | |

|  | Phaeothamniophyceae Andersen & Bailey 1998 s.l.                         |
|  |                                                                         |
|  | Xanthophyceae Allorge 1930 emend. Fritsch 1935 (algas verde-amareladas) |
|  |                                                                         |

|  | Synchromophyceae Horn & Wilhelm 2007                                                                       |
|  | |
|  | \| \| Leukarachnion Geitler 1942 \| \| \| \| \| \| Chrysophyceae Pascher 1914 (algas-douradas) \| \| \| \| |
|  | |
|  | Leukarachnion Geitler 1942                                                                                 |
|  | |
|  | Chrysophyceae Pascher 1914 (algas-douradas)                                                                |
|  | |

|  | Leukarachnion Geitler 1942                  |
|  |                                             |
|  | Chrysophyceae Pascher 1914 (algas-douradas) |
|  |                                             |

|  | Synchromophyceae Horn & Wilhelm 2007                                                                       |
|  | |
|  | \| \| Leukarachnion Geitler 1942 \| \| \| \| \| \| Chrysophyceae Pascher 1914 (algas-douradas) \| \| \| \| |
|  | |
|  | Leukarachnion Geitler 1942                                                                                 |
|  | |
|  | Chrysophyceae Pascher 1914 (algas-douradas)                                                                |
|  | |

|  | Leukarachnion Geitler 1942                  |
|  |                                             |
|  | Chrysophyceae Pascher 1914 (algas-douradas) |
|  |                                             |

|  | Chrysomerophyceae Cavalier-Smith 1995 |
|  | |
|  | \| \| Phaeothamniophyceae Andersen & Bailey 1998 s.l. \| \| \| \| \| \| Xanthophyceae Allorge 1930 emend. Fritsch 1935 (algas verde-amareladas) \| \| \| \| |
|  | |
|  | Phaeothamniophyceae Andersen & Bailey 1998 s.l. |
|  | |
|  | Xanthophyceae Allorge 1930 emend. Fritsch 1935 (algas verde-amareladas)                                                                                     |
|  | |

|  | Phaeothamniophyceae Andersen & Bailey 1998 s.l.                         |
|  |                                                                         |
|  | Xanthophyceae Allorge 1930 emend. Fritsch 1935 (algas verde-amareladas) |
|  |                                                                         |

|  | Chrysomerophyceae Cavalier-Smith 1995 |
|  | |
|  | \| \| Phaeothamniophyceae Andersen & Bailey 1998 s.l. \| \| \| \| \| \| Xanthophyceae Allorge 1930 emend. Fritsch 1935 (algas verde-amareladas) \| \| \| \| |
|  | |
|  | Phaeothamniophyceae Andersen & Bailey 1998 s.l. |
|  | |
|  | Xanthophyceae Allorge 1930 emend. Fritsch 1935 (algas verde-amareladas)                                                                                     |
|  | |

|  | Phaeothamniophyceae Andersen & Bailey 1998 s.l.                         |
|  |                                                                         |
|  | Xanthophyceae Allorge 1930 emend. Fritsch 1935 (algas verde-amareladas) |
|  |                                                                         |

|  | Chrysomerophyceae Cavalier-Smith 1995 |
|  | |
|  | \| \| Phaeothamniophyceae Andersen & Bailey 1998 s.l. \| \| \| \| \| \| Xanthophyceae Allorge 1930 emend. Fritsch 1935 (algas verde-amareladas) \| \| \| \| |
|  | |
|  | Phaeothamniophyceae Andersen & Bailey 1998 s.l. |
|  | |
|  | Xanthophyceae Allorge 1930 emend. Fritsch 1935 (algas verde-amareladas)                                                                                     |
|  | |

|  | Phaeothamniophyceae Andersen & Bailey 1998 s.l.                         |
|  |                                                                         |
|  | Xanthophyceae Allorge 1930 emend. Fritsch 1935 (algas verde-amareladas) |
|  |                                                                         |

|  | Chrysomerophyceae Cavalier-Smith 1995 |
|  | |
|  | \| \| Phaeothamniophyceae Andersen & Bailey 1998 s.l. \| \| \| \| \| \| Xanthophyceae Allorge 1930 emend. Fritsch 1935 (algas verde-amareladas) \| \| \| \| |
|  | |
|  | Phaeothamniophyceae Andersen & Bailey 1998 s.l. |
|  | |
|  | Xanthophyceae Allorge 1930 emend. Fritsch 1935 (algas verde-amareladas)                                                                                     |
|  | |

|  | Phaeothamniophyceae Andersen & Bailey 1998 s.l.                         |
|  |                                                                         |
|  | Xanthophyceae Allorge 1930 emend. Fritsch 1935 (algas verde-amareladas) |
|  |                                                                         |

|  | Pinguiophyceae Kawachi et al. 2002       |
|  |                                          |
|  | Eustigmatophyceae Hibberd & Leedale 1971 |
|  |                                          |

|  | Synchromophyceae Horn & Wilhelm 2007                                                                       |
|  | |
|  | \| \| Leukarachnion Geitler 1942 \| \| \| \| \| \| Chrysophyceae Pascher 1914 (algas-douradas) \| \| \| \| |
|  | |
|  | Leukarachnion Geitler 1942                                                                                 |
|  | |
|  | Chrysophyceae Pascher 1914 (algas-douradas)                                                                |
|  | |

|  | Leukarachnion Geitler 1942                  |
|  |                                             |
|  | Chrysophyceae Pascher 1914 (algas-douradas) |
|  |                                             |

|  | Synchromophyceae Horn & Wilhelm 2007                                                                       |
|  | |
|  | \| \| Leukarachnion Geitler 1942 \| \| \| \| \| \| Chrysophyceae Pascher 1914 (algas-douradas) \| \| \| \| |
|  | |
|  | Leukarachnion Geitler 1942                                                                                 |
|  | |
|  | Chrysophyceae Pascher 1914 (algas-douradas)                                                                |
|  | |

|  | Leukarachnion Geitler 1942                  |
|  |                                             |
|  | Chrysophyceae Pascher 1914 (algas-douradas) |
|  |                                             |

|  | Chrysomerophyceae Cavalier-Smith 1995 |
|  | |
|  | \| \| Phaeothamniophyceae Andersen & Bailey 1998 s.l. \| \| \| \| \| \| Xanthophyceae Allorge 1930 emend. Fritsch 1935 (algas verde-amareladas) \| \| \| \| |
|  | |
|  | Phaeothamniophyceae Andersen & Bailey 1998 s.l. |
|  | |
|  | Xanthophyceae Allorge 1930 emend. Fritsch 1935 (algas verde-amareladas)                                                                                     |
|  | |

|  | Phaeothamniophyceae Andersen & Bailey 1998 s.l.                         |
|  |                                                                         |
|  | Xanthophyceae Allorge 1930 emend. Fritsch 1935 (algas verde-amareladas) |
|  |                                                                         |

|  | Chrysomerophyceae Cavalier-Smith 1995 |
|  | |
|  | \| \| Phaeothamniophyceae Andersen & Bailey 1998 s.l. \| \| \| \| \| \| Xanthophyceae Allorge 1930 emend. Fritsch 1935 (algas verde-amareladas) \| \| \| \| |
|  | |
|  | Phaeothamniophyceae Andersen & Bailey 1998 s.l. |
|  | |
|  | Xanthophyceae Allorge 1930 emend. Fritsch 1935 (algas verde-amareladas)                                                                                     |
|  | |

|  | Phaeothamniophyceae Andersen & Bailey 1998 s.l.                         |
|  |                                                                         |
|  | Xanthophyceae Allorge 1930 emend. Fritsch 1935 (algas verde-amareladas) |
|  |                                                                         |

|  | Chrysomerophyceae Cavalier-Smith 1995 |
|  | |
|  | \| \| Phaeothamniophyceae Andersen & Bailey 1998 s.l. \| \| \| \| \| \| Xanthophyceae Allorge 1930 emend. Fritsch 1935 (algas verde-amareladas) \| \| \| \| |
|  | |
|  | Phaeothamniophyceae Andersen & Bailey 1998 s.l. |
|  | |
|  | Xanthophyceae Allorge 1930 emend. Fritsch 1935 (algas verde-amareladas)                                                                                     |
|  | |

|  | Phaeothamniophyceae Andersen & Bailey 1998 s.l.                         |
|  |                                                                         |
|  | Xanthophyceae Allorge 1930 emend. Fritsch 1935 (algas verde-amareladas) |
|  |                                                                         |

|  | Chrysomerophyceae Cavalier-Smith 1995 |
|  | |
|  | \| \| Phaeothamniophyceae Andersen & Bailey 1998 s.l. \| \| \| \| \| \| Xanthophyceae Allorge 1930 emend. Fritsch 1935 (algas verde-amareladas) \| \| \| \| |
|  | |
|  | Phaeothamniophyceae Andersen & Bailey 1998 s.l. |
|  | |
|  | Xanthophyceae Allorge 1930 emend. Fritsch 1935 (algas verde-amareladas)                                                                                     |
|  | |

|  | Phaeothamniophyceae Andersen & Bailey 1998 s.l.                         |
|  |                                                                         |
|  | Xanthophyceae Allorge 1930 emend. Fritsch 1935 (algas verde-amareladas) |
|  |                                                                         |

|  | Synchromophyceae Horn & Wilhelm 2007                                                                       |
|  | |
|  | \| \| Leukarachnion Geitler 1942 \| \| \| \| \| \| Chrysophyceae Pascher 1914 (algas-douradas) \| \| \| \| |
|  | |
|  | Leukarachnion Geitler 1942                                                                                 |
|  | |
|  | Chrysophyceae Pascher 1914 (algas-douradas)                                                                |
|  | |

|  | Leukarachnion Geitler 1942                  |
|  |                                             |
|  | Chrysophyceae Pascher 1914 (algas-douradas) |
|  |                                             |

|  | Synchromophyceae Horn & Wilhelm 2007                                                                       |
|  | |
|  | \| \| Leukarachnion Geitler 1942 \| \| \| \| \| \| Chrysophyceae Pascher 1914 (algas-douradas) \| \| \| \| |
|  | |
|  | Leukarachnion Geitler 1942                                                                                 |
|  | |
|  | Chrysophyceae Pascher 1914 (algas-douradas)                                                                |
|  | |

|  | Leukarachnion Geitler 1942                  |
|  |                                             |
|  | Chrysophyceae Pascher 1914 (algas-douradas) |
|  |                                             |

|  | Chrysomerophyceae Cavalier-Smith 1995 |
|  | |
|  | \| \| Phaeothamniophyceae Andersen & Bailey 1998 s.l. \| \| \| \| \| \| Xanthophyceae Allorge 1930 emend. Fritsch 1935 (algas verde-amareladas) \| \| \| \| |
|  | |
|  | Phaeothamniophyceae Andersen & Bailey 1998 s.l. |
|  | |
|  | Xanthophyceae Allorge 1930 emend. Fritsch 1935 (algas verde-amareladas)                                                                                     |
|  | |

|  | Phaeothamniophyceae Andersen & Bailey 1998 s.l.                         |
|  |                                                                         |
|  | Xanthophyceae Allorge 1930 emend. Fritsch 1935 (algas verde-amareladas) |
|  |                                                                         |

|  | Chrysomerophyceae Cavalier-Smith 1995 |
|  | |
|  | \| \| Phaeothamniophyceae Andersen & Bailey 1998 s.l. \| \| \| \| \| \| Xanthophyceae Allorge 1930 emend. Fritsch 1935 (algas verde-amareladas) \| \| \| \| |
|  | |
|  | Phaeothamniophyceae Andersen & Bailey 1998 s.l. |
|  | |
|  | Xanthophyceae Allorge 1930 emend. Fritsch 1935 (algas verde-amareladas)                                                                                     |
|  | |

|  | Phaeothamniophyceae Andersen & Bailey 1998 s.l.                         |
|  |                                                                         |
|  | Xanthophyceae Allorge 1930 emend. Fritsch 1935 (algas verde-amareladas) |
|  |                                                                         |

|  | Chrysomerophyceae Cavalier-Smith 1995 |
|  | |
|  | \| \| Phaeothamniophyceae Andersen & Bailey 1998 s.l. \| \| \| \| \| \| Xanthophyceae Allorge 1930 emend. Fritsch 1935 (algas verde-amareladas) \| \| \| \| |
|  | |
|  | Phaeothamniophyceae Andersen & Bailey 1998 s.l. |
|  | |
|  | Xanthophyceae Allorge 1930 emend. Fritsch 1935 (algas verde-amareladas)                                                                                     |
|  | |

|  | Phaeothamniophyceae Andersen & Bailey 1998 s.l.                         |
|  |                                                                         |
|  | Xanthophyceae Allorge 1930 emend. Fritsch 1935 (algas verde-amareladas) |
|  |                                                                         |

|  | Chrysomerophyceae Cavalier-Smith 1995 |
|  | |
|  | \| \| Phaeothamniophyceae Andersen & Bailey 1998 s.l. \| \| \| \| \| \| Xanthophyceae Allorge 1930 emend. Fritsch 1935 (algas verde-amareladas) \| \| \| \| |
|  | |
|  | Phaeothamniophyceae Andersen & Bailey 1998 s.l. |
|  | |
|  | Xanthophyceae Allorge 1930 emend. Fritsch 1935 (algas verde-amareladas)                                                                                     |
|  | |

|  | Phaeothamniophyceae Andersen & Bailey 1998 s.l.                         |
|  |                                                                         |
|  | Xanthophyceae Allorge 1930 emend. Fritsch 1935 (algas verde-amareladas) |
|  |                                                                         |

|  | Pinguiophyceae Kawachi et al. 2002       |
|  |                                          |
|  | Eustigmatophyceae Hibberd & Leedale 1971 |
|  |                                          |

|  | Synchromophyceae Horn & Wilhelm 2007                                                                       |
|  | |
|  | \| \| Leukarachnion Geitler 1942 \| \| \| \| \| \| Chrysophyceae Pascher 1914 (algas-douradas) \| \| \| \| |
|  | |
|  | Leukarachnion Geitler 1942                                                                                 |
|  | |
|  | Chrysophyceae Pascher 1914 (algas-douradas)                                                                |
|  | |

|  | Leukarachnion Geitler 1942                  |
|  |                                             |
|  | Chrysophyceae Pascher 1914 (algas-douradas) |
|  |                                             |

|  | Synchromophyceae Horn & Wilhelm 2007                                                                       |
|  | |
|  | \| \| Leukarachnion Geitler 1942 \| \| \| \| \| \| Chrysophyceae Pascher 1914 (algas-douradas) \| \| \| \| |
|  | |
|  | Leukarachnion Geitler 1942                                                                                 |
|  | |
|  | Chrysophyceae Pascher 1914 (algas-douradas)                                                                |
|  | |

|  | Leukarachnion Geitler 1942                  |
|  |                                             |
|  | Chrysophyceae Pascher 1914 (algas-douradas) |
|  |                                             |

|  | Chrysomerophyceae Cavalier-Smith 1995 |
|  | |
|  | \| \| Phaeothamniophyceae Andersen & Bailey 1998 s.l. \| \| \| \| \| \| Xanthophyceae Allorge 1930 emend. Fritsch 1935 (algas verde-amareladas) \| \| \| \| |
|  | |
|  | Phaeothamniophyceae Andersen & Bailey 1998 s.l. |
|  | |
|  | Xanthophyceae Allorge 1930 emend. Fritsch 1935 (algas verde-amareladas)                                                                                     |
|  | |

|  | Phaeothamniophyceae Andersen & Bailey 1998 s.l.                         |
|  |                                                                         |
|  | Xanthophyceae Allorge 1930 emend. Fritsch 1935 (algas verde-amareladas) |
|  |                                                                         |

|  | Chrysomerophyceae Cavalier-Smith 1995 |
|  | |
|  | \| \| Phaeothamniophyceae Andersen & Bailey 1998 s.l. \| \| \| \| \| \| Xanthophyceae Allorge 1930 emend. Fritsch 1935 (algas verde-amareladas) \| \| \| \| |
|  | |
|  | Phaeothamniophyceae Andersen & Bailey 1998 s.l. |
|  | |
|  | Xanthophyceae Allorge 1930 emend. Fritsch 1935 (algas verde-amareladas)                                                                                     |
|  | |

|  | Phaeothamniophyceae Andersen & Bailey 1998 s.l.                         |
|  |                                                                         |
|  | Xanthophyceae Allorge 1930 emend. Fritsch 1935 (algas verde-amareladas) |
|  |                                                                         |

|  | Chrysomerophyceae Cavalier-Smith 1995 |
|  | |
|  | \| \| Phaeothamniophyceae Andersen & Bailey 1998 s.l. \| \| \| \| \| \| Xanthophyceae Allorge 1930 emend. Fritsch 1935 (algas verde-amareladas) \| \| \| \| |
|  | |
|  | Phaeothamniophyceae Andersen & Bailey 1998 s.l. |
|  | |
|  | Xanthophyceae Allorge 1930 emend. Fritsch 1935 (algas verde-amareladas)                                                                                     |
|  | |

|  | Phaeothamniophyceae Andersen & Bailey 1998 s.l.                         |
|  |                                                                         |
|  | Xanthophyceae Allorge 1930 emend. Fritsch 1935 (algas verde-amareladas) |
|  |                                                                         |

|  | Chrysomerophyceae Cavalier-Smith 1995 |
|  | |
|  | \| \| Phaeothamniophyceae Andersen & Bailey 1998 s.l. \| \| \| \| \| \| Xanthophyceae Allorge 1930 emend. Fritsch 1935 (algas verde-amareladas) \| \| \| \| |
|  | |
|  | Phaeothamniophyceae Andersen & Bailey 1998 s.l. |
|  | |
|  | Xanthophyceae Allorge 1930 emend. Fritsch 1935 (algas verde-amareladas)                                                                                     |
|  | |

|  | Phaeothamniophyceae Andersen & Bailey 1998 s.l.                         |
|  |                                                                         |
|  | Xanthophyceae Allorge 1930 emend. Fritsch 1935 (algas verde-amareladas) |
|  |                                                                         |

|  | Synchromophyceae Horn & Wilhelm 2007                                                                       |
|  | |
|  | \| \| Leukarachnion Geitler 1942 \| \| \| \| \| \| Chrysophyceae Pascher 1914 (algas-douradas) \| \| \| \| |
|  | |
|  | Leukarachnion Geitler 1942                                                                                 |
|  | |
|  | Chrysophyceae Pascher 1914 (algas-douradas)                                                                |
|  | |

|  | Leukarachnion Geitler 1942                  |
|  |                                             |
|  | Chrysophyceae Pascher 1914 (algas-douradas) |
|  |                                             |

|  | Synchromophyceae Horn & Wilhelm 2007                                                                       |
|  | |
|  | \| \| Leukarachnion Geitler 1942 \| \| \| \| \| \| Chrysophyceae Pascher 1914 (algas-douradas) \| \| \| \| |
|  | |
|  | Leukarachnion Geitler 1942                                                                                 |
|  | |
|  | Chrysophyceae Pascher 1914 (algas-douradas)                                                                |
|  | |

|  | Leukarachnion Geitler 1942                  |
|  |                                             |
|  | Chrysophyceae Pascher 1914 (algas-douradas) |
|  |                                             |

|  | Chrysomerophyceae Cavalier-Smith 1995 |
|  | |
|  | \| \| Phaeothamniophyceae Andersen & Bailey 1998 s.l. \| \| \| \| \| \| Xanthophyceae Allorge 1930 emend. Fritsch 1935 (algas verde-amareladas) \| \| \| \| |
|  | |
|  | Phaeothamniophyceae Andersen & Bailey 1998 s.l. |
|  | |
|  | Xanthophyceae Allorge 1930 emend. Fritsch 1935 (algas verde-amareladas)                                                                                     |
|  | |

|  | Phaeothamniophyceae Andersen & Bailey 1998 s.l.                         |
|  |                                                                         |
|  | Xanthophyceae Allorge 1930 emend. Fritsch 1935 (algas verde-amareladas) |
|  |                                                                         |

|  | Chrysomerophyceae Cavalier-Smith 1995 |
|  | |
|  | \| \| Phaeothamniophyceae Andersen & Bailey 1998 s.l. \| \| \| \| \| \| Xanthophyceae Allorge 1930 emend. Fritsch 1935 (algas verde-amareladas) \| \| \| \| |
|  | |
|  | Phaeothamniophyceae Andersen & Bailey 1998 s.l. |
|  | |
|  | Xanthophyceae Allorge 1930 emend. Fritsch 1935 (algas verde-amareladas)                                                                                     |
|  | |

|  | Phaeothamniophyceae Andersen & Bailey 1998 s.l.                         |
|  |                                                                         |
|  | Xanthophyceae Allorge 1930 emend. Fritsch 1935 (algas verde-amareladas) |
|  |                                                                         |

|  | Chrysomerophyceae Cavalier-Smith 1995 |
|  | |
|  | \| \| Phaeothamniophyceae Andersen & Bailey 1998 s.l. \| \| \| \| \| \| Xanthophyceae Allorge 1930 emend. Fritsch 1935 (algas verde-amareladas) \| \| \| \| |
|  | |
|  | Phaeothamniophyceae Andersen & Bailey 1998 s.l. |
|  | |
|  | Xanthophyceae Allorge 1930 emend. Fritsch 1935 (algas verde-amareladas)                                                                                     |
|  | |

|  | Phaeothamniophyceae Andersen & Bailey 1998 s.l.                         |
|  |                                                                         |
|  | Xanthophyceae Allorge 1930 emend. Fritsch 1935 (algas verde-amareladas) |
|  |                                                                         |

|  | Chrysomerophyceae Cavalier-Smith 1995 |
|  | |
|  | \| \| Phaeothamniophyceae Andersen & Bailey 1998 s.l. \| \| \| \| \| \| Xanthophyceae Allorge 1930 emend. Fritsch 1935 (algas verde-amareladas) \| \| \| \| |
|  | |
|  | Phaeothamniophyceae Andersen & Bailey 1998 s.l. |
|  | |
|  | Xanthophyceae Allorge 1930 emend. Fritsch 1935 (algas verde-amareladas)                                                                                     |
|  | |

|  | Phaeothamniophyceae Andersen & Bailey 1998 s.l.                         |
|  |                                                                         |
|  | Xanthophyceae Allorge 1930 emend. Fritsch 1935 (algas verde-amareladas) |
|  |                                                                         |

|  | Pinguiophyceae Kawachi et al. 2002       |
|  |                                          |
|  | Eustigmatophyceae Hibberd & Leedale 1971 |
|  |                                          |

|  | Synchromophyceae Horn & Wilhelm 2007                                                                       |
|  | |
|  | \| \| Leukarachnion Geitler 1942 \| \| \| \| \| \| Chrysophyceae Pascher 1914 (algas-douradas) \| \| \| \| |
|  | |
|  | Leukarachnion Geitler 1942                                                                                 |
|  | |
|  | Chrysophyceae Pascher 1914 (algas-douradas)                                                                |
|  | |

|  | Leukarachnion Geitler 1942                  |
|  |                                             |
|  | Chrysophyceae Pascher 1914 (algas-douradas) |
|  |                                             |

|  | Synchromophyceae Horn & Wilhelm 2007                                                                       |
|  | |
|  | \| \| Leukarachnion Geitler 1942 \| \| \| \| \| \| Chrysophyceae Pascher 1914 (algas-douradas) \| \| \| \| |
|  | |
|  | Leukarachnion Geitler 1942                                                                                 |
|  | |
|  | Chrysophyceae Pascher 1914 (algas-douradas)                                                                |
|  | |

|  | Leukarachnion Geitler 1942                  |
|  |                                             |
|  | Chrysophyceae Pascher 1914 (algas-douradas) |
|  |                                             |

|  | Chrysomerophyceae Cavalier-Smith 1995 |
|  | |
|  | \| \| Phaeothamniophyceae Andersen & Bailey 1998 s.l. \| \| \| \| \| \| Xanthophyceae Allorge 1930 emend. Fritsch 1935 (algas verde-amareladas) \| \| \| \| |
|  | |
|  | Phaeothamniophyceae Andersen & Bailey 1998 s.l. |
|  | |
|  | Xanthophyceae Allorge 1930 emend. Fritsch 1935 (algas verde-amareladas)                                                                                     |
|  | |

|  | Phaeothamniophyceae Andersen & Bailey 1998 s.l.                         |
|  |                                                                         |
|  | Xanthophyceae Allorge 1930 emend. Fritsch 1935 (algas verde-amareladas) |
|  |                                                                         |

|  | Chrysomerophyceae Cavalier-Smith 1995 |
|  | |
|  | \| \| Phaeothamniophyceae Andersen & Bailey 1998 s.l. \| \| \| \| \| \| Xanthophyceae Allorge 1930 emend. Fritsch 1935 (algas verde-amareladas) \| \| \| \| |
|  | |
|  | Phaeothamniophyceae Andersen & Bailey 1998 s.l. |
|  | |
|  | Xanthophyceae Allorge 1930 emend. Fritsch 1935 (algas verde-amareladas)                                                                                     |
|  | |

|  | Phaeothamniophyceae Andersen & Bailey 1998 s.l.                         |
|  |                                                                         |
|  | Xanthophyceae Allorge 1930 emend. Fritsch 1935 (algas verde-amareladas) |
|  |                                                                         |

|  | Chrysomerophyceae Cavalier-Smith 1995 |
|  | |
|  | \| \| Phaeothamniophyceae Andersen & Bailey 1998 s.l. \| \| \| \| \| \| Xanthophyceae Allorge 1930 emend. Fritsch 1935 (algas verde-amareladas) \| \| \| \| |
|  | |
|  | Phaeothamniophyceae Andersen & Bailey 1998 s.l. |
|  | |
|  | Xanthophyceae Allorge 1930 emend. Fritsch 1935 (algas verde-amareladas)                                                                                     |
|  | |

|  | Phaeothamniophyceae Andersen & Bailey 1998 s.l.                         |
|  |                                                                         |
|  | Xanthophyceae Allorge 1930 emend. Fritsch 1935 (algas verde-amareladas) |
|  |                                                                         |

|  | Chrysomerophyceae Cavalier-Smith 1995 |
|  | |
|  | \| \| Phaeothamniophyceae Andersen & Bailey 1998 s.l. \| \| \| \| \| \| Xanthophyceae Allorge 1930 emend. Fritsch 1935 (algas verde-amareladas) \| \| \| \| |
|  | |
|  | Phaeothamniophyceae Andersen & Bailey 1998 s.l. |
|  | |
|  | Xanthophyceae Allorge 1930 emend. Fritsch 1935 (algas verde-amareladas)                                                                                     |
|  | |

|  | Phaeothamniophyceae Andersen & Bailey 1998 s.l.                         |
|  |                                                                         |
|  | Xanthophyceae Allorge 1930 emend. Fritsch 1935 (algas verde-amareladas) |
|  |                                                                         |

|  | Synchromophyceae Horn & Wilhelm 2007                                                                       |
|  | |
|  | \| \| Leukarachnion Geitler 1942 \| \| \| \| \| \| Chrysophyceae Pascher 1914 (algas-douradas) \| \| \| \| |
|  | |
|  | Leukarachnion Geitler 1942                                                                                 |
|  | |
|  | Chrysophyceae Pascher 1914 (algas-douradas)                                                                |
|  | |

|  | Leukarachnion Geitler 1942                  |
|  |                                             |
|  | Chrysophyceae Pascher 1914 (algas-douradas) |
|  |                                             |

|  | Synchromophyceae Horn & Wilhelm 2007                                                                       |
|  | |
|  | \| \| Leukarachnion Geitler 1942 \| \| \| \| \| \| Chrysophyceae Pascher 1914 (algas-douradas) \| \| \| \| |
|  | |
|  | Leukarachnion Geitler 1942                                                                                 |
|  | |
|  | Chrysophyceae Pascher 1914 (algas-douradas)                                                                |
|  | |

|  | Leukarachnion Geitler 1942                  |
|  |                                             |
|  | Chrysophyceae Pascher 1914 (algas-douradas) |
|  |                                             |

|  | Chrysomerophyceae Cavalier-Smith 1995 |
|  | |
|  | \| \| Phaeothamniophyceae Andersen & Bailey 1998 s.l. \| \| \| \| \| \| Xanthophyceae Allorge 1930 emend. Fritsch 1935 (algas verde-amareladas) \| \| \| \| |
|  | |
|  | Phaeothamniophyceae Andersen & Bailey 1998 s.l. |
|  | |
|  | Xanthophyceae Allorge 1930 emend. Fritsch 1935 (algas verde-amareladas)                                                                                     |
|  | |

|  | Phaeothamniophyceae Andersen & Bailey 1998 s.l.                         |
|  |                                                                         |
|  | Xanthophyceae Allorge 1930 emend. Fritsch 1935 (algas verde-amareladas) |
|  |                                                                         |

|  | Chrysomerophyceae Cavalier-Smith 1995 |
|  | |
|  | \| \| Phaeothamniophyceae Andersen & Bailey 1998 s.l. \| \| \| \| \| \| Xanthophyceae Allorge 1930 emend. Fritsch 1935 (algas verde-amareladas) \| \| \| \| |
|  | |
|  | Phaeothamniophyceae Andersen & Bailey 1998 s.l. |
|  | |
|  | Xanthophyceae Allorge 1930 emend. Fritsch 1935 (algas verde-amareladas)                                                                                     |
|  | |

|  | Phaeothamniophyceae Andersen & Bailey 1998 s.l.                         |
|  |                                                                         |
|  | Xanthophyceae Allorge 1930 emend. Fritsch 1935 (algas verde-amareladas) |
|  |                                                                         |

|  | Chrysomerophyceae Cavalier-Smith 1995 |
|  | |
|  | \| \| Phaeothamniophyceae Andersen & Bailey 1998 s.l. \| \| \| \| \| \| Xanthophyceae Allorge 1930 emend. Fritsch 1935 (algas verde-amareladas) \| \| \| \| |
|  | |
|  | Phaeothamniophyceae Andersen & Bailey 1998 s.l. |
|  | |
|  | Xanthophyceae Allorge 1930 emend. Fritsch 1935 (algas verde-amareladas)                                                                                     |
|  | |

|  | Phaeothamniophyceae Andersen & Bailey 1998 s.l.                         |
|  |                                                                         |
|  | Xanthophyceae Allorge 1930 emend. Fritsch 1935 (algas verde-amareladas) |
|  |                                                                         |

|  | Chrysomerophyceae Cavalier-Smith 1995 |
|  | |
|  | \| \| Phaeothamniophyceae Andersen & Bailey 1998 s.l. \| \| \| \| \| \| Xanthophyceae Allorge 1930 emend. Fritsch 1935 (algas verde-amareladas) \| \| \| \| |
|  | |
|  | Phaeothamniophyceae Andersen & Bailey 1998 s.l. |
|  | |
|  | Xanthophyceae Allorge 1930 emend. Fritsch 1935 (algas verde-amareladas)                                                                                     |
|  | |

|  | Phaeothamniophyceae Andersen & Bailey 1998 s.l.                         |
|  |                                                                         |
|  | Xanthophyceae Allorge 1930 emend. Fritsch 1935 (algas verde-amareladas) |
|  |                                                                         |

|  | Bolidophyceae Guillou & Chretiennot-Dinet 1999 |
|  |                                                |
|  | Bacillariophyceae Haeckel 1878 (diatomáceas)   |
|  |                                                |

|  | Pinguiophyceae Kawachi et al. 2002       |
|  |                                          |
|  | Eustigmatophyceae Hibberd & Leedale 1971 |
|  |                                          |

|  | Synchromophyceae Horn & Wilhelm 2007                                                                       |
|  | |
|  | \| \| Leukarachnion Geitler 1942 \| \| \| \| \| \| Chrysophyceae Pascher 1914 (algas-douradas) \| \| \| \| |
|  | |
|  | Leukarachnion Geitler 1942                                                                                 |
|  | |
|  | Chrysophyceae Pascher 1914 (algas-douradas)                                                                |
|  | |

|  | Leukarachnion Geitler 1942                  |
|  |                                             |
|  | Chrysophyceae Pascher 1914 (algas-douradas) |
|  |                                             |

|  | Synchromophyceae Horn & Wilhelm 2007                                                                       |
|  | |
|  | \| \| Leukarachnion Geitler 1942 \| \| \| \| \| \| Chrysophyceae Pascher 1914 (algas-douradas) \| \| \| \| |
|  | |
|  | Leukarachnion Geitler 1942                                                                                 |
|  | |
|  | Chrysophyceae Pascher 1914 (algas-douradas)                                                                |
|  | |

|  | Leukarachnion Geitler 1942                  |
|  |                                             |
|  | Chrysophyceae Pascher 1914 (algas-douradas) |
|  |                                             |

|  | Chrysomerophyceae Cavalier-Smith 1995 |
|  | |
|  | \| \| Phaeothamniophyceae Andersen & Bailey 1998 s.l. \| \| \| \| \| \| Xanthophyceae Allorge 1930 emend. Fritsch 1935 (algas verde-amareladas) \| \| \| \| |
|  | |
|  | Phaeothamniophyceae Andersen & Bailey 1998 s.l. |
|  | |
|  | Xanthophyceae Allorge 1930 emend. Fritsch 1935 (algas verde-amareladas)                                                                                     |
|  | |

|  | Phaeothamniophyceae Andersen & Bailey 1998 s.l.                         |
|  |                                                                         |
|  | Xanthophyceae Allorge 1930 emend. Fritsch 1935 (algas verde-amareladas) |
|  |                                                                         |

|  | Chrysomerophyceae Cavalier-Smith 1995 |
|  | |
|  | \| \| Phaeothamniophyceae Andersen & Bailey 1998 s.l. \| \| \| \| \| \| Xanthophyceae Allorge 1930 emend. Fritsch 1935 (algas verde-amareladas) \| \| \| \| |
|  | |
|  | Phaeothamniophyceae Andersen & Bailey 1998 s.l. |
|  | |
|  | Xanthophyceae Allorge 1930 emend. Fritsch 1935 (algas verde-amareladas)                                                                                     |
|  | |

|  | Phaeothamniophyceae Andersen & Bailey 1998 s.l.                         |
|  |                                                                         |
|  | Xanthophyceae Allorge 1930 emend. Fritsch 1935 (algas verde-amareladas) |
|  |                                                                         |

|  | Chrysomerophyceae Cavalier-Smith 1995 |
|  | |
|  | \| \| Phaeothamniophyceae Andersen & Bailey 1998 s.l. \| \| \| \| \| \| Xanthophyceae Allorge 1930 emend. Fritsch 1935 (algas verde-amareladas) \| \| \| \| |
|  | |
|  | Phaeothamniophyceae Andersen & Bailey 1998 s.l. |
|  | |
|  | Xanthophyceae Allorge 1930 emend. Fritsch 1935 (algas verde-amareladas)                                                                                     |
|  | |

|  | Phaeothamniophyceae Andersen & Bailey 1998 s.l.                         |
|  |                                                                         |
|  | Xanthophyceae Allorge 1930 emend. Fritsch 1935 (algas verde-amareladas) |
|  |                                                                         |

|  | Chrysomerophyceae Cavalier-Smith 1995 |
|  | |
|  | \| \| Phaeothamniophyceae Andersen & Bailey 1998 s.l. \| \| \| \| \| \| Xanthophyceae Allorge 1930 emend. Fritsch 1935 (algas verde-amareladas) \| \| \| \| |
|  | |
|  | Phaeothamniophyceae Andersen & Bailey 1998 s.l. |
|  | |
|  | Xanthophyceae Allorge 1930 emend. Fritsch 1935 (algas verde-amareladas)                                                                                     |
|  | |

|  | Phaeothamniophyceae Andersen & Bailey 1998 s.l.                         |
|  |                                                                         |
|  | Xanthophyceae Allorge 1930 emend. Fritsch 1935 (algas verde-amareladas) |
|  |                                                                         |

|  | Synchromophyceae Horn & Wilhelm 2007                                                                       |
|  | |
|  | \| \| Leukarachnion Geitler 1942 \| \| \| \| \| \| Chrysophyceae Pascher 1914 (algas-douradas) \| \| \| \| |
|  | |
|  | Leukarachnion Geitler 1942                                                                                 |
|  | |
|  | Chrysophyceae Pascher 1914 (algas-douradas)                                                                |
|  | |

|  | Leukarachnion Geitler 1942                  |
|  |                                             |
|  | Chrysophyceae Pascher 1914 (algas-douradas) |
|  |                                             |

|  | Synchromophyceae Horn & Wilhelm 2007                                                                       |
|  | |
|  | \| \| Leukarachnion Geitler 1942 \| \| \| \| \| \| Chrysophyceae Pascher 1914 (algas-douradas) \| \| \| \| |
|  | |
|  | Leukarachnion Geitler 1942                                                                                 |
|  | |
|  | Chrysophyceae Pascher 1914 (algas-douradas)                                                                |
|  | |

|  | Leukarachnion Geitler 1942                  |
|  |                                             |
|  | Chrysophyceae Pascher 1914 (algas-douradas) |
|  |                                             |

|  | Chrysomerophyceae Cavalier-Smith 1995 |
|  | |
|  | \| \| Phaeothamniophyceae Andersen & Bailey 1998 s.l. \| \| \| \| \| \| Xanthophyceae Allorge 1930 emend. Fritsch 1935 (algas verde-amareladas) \| \| \| \| |
|  | |
|  | Phaeothamniophyceae Andersen & Bailey 1998 s.l. |
|  | |
|  | Xanthophyceae Allorge 1930 emend. Fritsch 1935 (algas verde-amareladas)                                                                                     |
|  | |

|  | Phaeothamniophyceae Andersen & Bailey 1998 s.l.                         |
|  |                                                                         |
|  | Xanthophyceae Allorge 1930 emend. Fritsch 1935 (algas verde-amareladas) |
|  |                                                                         |

|  | Chrysomerophyceae Cavalier-Smith 1995 |
|  | |
|  | \| \| Phaeothamniophyceae Andersen & Bailey 1998 s.l. \| \| \| \| \| \| Xanthophyceae Allorge 1930 emend. Fritsch 1935 (algas verde-amareladas) \| \| \| \| |
|  | |
|  | Phaeothamniophyceae Andersen & Bailey 1998 s.l. |
|  | |
|  | Xanthophyceae Allorge 1930 emend. Fritsch 1935 (algas verde-amareladas)                                                                                     |
|  | |

|  | Phaeothamniophyceae Andersen & Bailey 1998 s.l.                         |
|  |                                                                         |
|  | Xanthophyceae Allorge 1930 emend. Fritsch 1935 (algas verde-amareladas) |
|  |                                                                         |

|  | Chrysomerophyceae Cavalier-Smith 1995 |
|  | |
|  | \| \| Phaeothamniophyceae Andersen & Bailey 1998 s.l. \| \| \| \| \| \| Xanthophyceae Allorge 1930 emend. Fritsch 1935 (algas verde-amareladas) \| \| \| \| |
|  | |
|  | Phaeothamniophyceae Andersen & Bailey 1998 s.l. |
|  | |
|  | Xanthophyceae Allorge 1930 emend. Fritsch 1935 (algas verde-amareladas)                                                                                     |
|  | |

|  | Phaeothamniophyceae Andersen & Bailey 1998 s.l.                         |
|  |                                                                         |
|  | Xanthophyceae Allorge 1930 emend. Fritsch 1935 (algas verde-amareladas) |
|  |                                                                         |

|  | Chrysomerophyceae Cavalier-Smith 1995 |
|  | |
|  | \| \| Phaeothamniophyceae Andersen & Bailey 1998 s.l. \| \| \| \| \| \| Xanthophyceae Allorge 1930 emend. Fritsch 1935 (algas verde-amareladas) \| \| \| \| |
|  | |
|  | Phaeothamniophyceae Andersen & Bailey 1998 s.l. |
|  | |
|  | Xanthophyceae Allorge 1930 emend. Fritsch 1935 (algas verde-amareladas)                                                                                     |
|  | |

|  | Phaeothamniophyceae Andersen & Bailey 1998 s.l.                         |
|  |                                                                         |
|  | Xanthophyceae Allorge 1930 emend. Fritsch 1935 (algas verde-amareladas) |
|  |                                                                         |

|  | Pinguiophyceae Kawachi et al. 2002       |
|  |                                          |
|  | Eustigmatophyceae Hibberd & Leedale 1971 |
|  |                                          |

|  | Synchromophyceae Horn & Wilhelm 2007                                                                       |
|  | |
|  | \| \| Leukarachnion Geitler 1942 \| \| \| \| \| \| Chrysophyceae Pascher 1914 (algas-douradas) \| \| \| \| |
|  | |
|  | Leukarachnion Geitler 1942                                                                                 |
|  | |
|  | Chrysophyceae Pascher 1914 (algas-douradas)                                                                |
|  | |

|  | Leukarachnion Geitler 1942                  |
|  |                                             |
|  | Chrysophyceae Pascher 1914 (algas-douradas) |
|  |                                             |

|  | Synchromophyceae Horn & Wilhelm 2007                                                                       |
|  | |
|  | \| \| Leukarachnion Geitler 1942 \| \| \| \| \| \| Chrysophyceae Pascher 1914 (algas-douradas) \| \| \| \| |
|  | |
|  | Leukarachnion Geitler 1942                                                                                 |
|  | |
|  | Chrysophyceae Pascher 1914 (algas-douradas)                                                                |
|  | |

|  | Leukarachnion Geitler 1942                  |
|  |                                             |
|  | Chrysophyceae Pascher 1914 (algas-douradas) |
|  |                                             |

|  | Chrysomerophyceae Cavalier-Smith 1995 |
|  | |
|  | \| \| Phaeothamniophyceae Andersen & Bailey 1998 s.l. \| \| \| \| \| \| Xanthophyceae Allorge 1930 emend. Fritsch 1935 (algas verde-amareladas) \| \| \| \| |
|  | |
|  | Phaeothamniophyceae Andersen & Bailey 1998 s.l. |
|  | |
|  | Xanthophyceae Allorge 1930 emend. Fritsch 1935 (algas verde-amareladas)                                                                                     |
|  | |

|  | Phaeothamniophyceae Andersen & Bailey 1998 s.l.                         |
|  |                                                                         |
|  | Xanthophyceae Allorge 1930 emend. Fritsch 1935 (algas verde-amareladas) |
|  |                                                                         |

|  | Chrysomerophyceae Cavalier-Smith 1995 |
|  | |
|  | \| \| Phaeothamniophyceae Andersen & Bailey 1998 s.l. \| \| \| \| \| \| Xanthophyceae Allorge 1930 emend. Fritsch 1935 (algas verde-amareladas) \| \| \| \| |
|  | |
|  | Phaeothamniophyceae Andersen & Bailey 1998 s.l. |
|  | |
|  | Xanthophyceae Allorge 1930 emend. Fritsch 1935 (algas verde-amareladas)                                                                                     |
|  | |

|  | Phaeothamniophyceae Andersen & Bailey 1998 s.l.                         |
|  |                                                                         |
|  | Xanthophyceae Allorge 1930 emend. Fritsch 1935 (algas verde-amareladas) |
|  |                                                                         |

|  | Chrysomerophyceae Cavalier-Smith 1995 |
|  | |
|  | \| \| Phaeothamniophyceae Andersen & Bailey 1998 s.l. \| \| \| \| \| \| Xanthophyceae Allorge 1930 emend. Fritsch 1935 (algas verde-amareladas) \| \| \| \| |
|  | |
|  | Phaeothamniophyceae Andersen & Bailey 1998 s.l. |
|  | |
|  | Xanthophyceae Allorge 1930 emend. Fritsch 1935 (algas verde-amareladas)                                                                                     |
|  | |

|  | Phaeothamniophyceae Andersen & Bailey 1998 s.l.                         |
|  |                                                                         |
|  | Xanthophyceae Allorge 1930 emend. Fritsch 1935 (algas verde-amareladas) |
|  |                                                                         |

|  | Chrysomerophyceae Cavalier-Smith 1995 |
|  | |
|  | \| \| Phaeothamniophyceae Andersen & Bailey 1998 s.l. \| \| \| \| \| \| Xanthophyceae Allorge 1930 emend. Fritsch 1935 (algas verde-amareladas) \| \| \| \| |
|  | |
|  | Phaeothamniophyceae Andersen & Bailey 1998 s.l. |
|  | |
|  | Xanthophyceae Allorge 1930 emend. Fritsch 1935 (algas verde-amareladas)                                                                                     |
|  | |

|  | Phaeothamniophyceae Andersen & Bailey 1998 s.l.                         |
|  |                                                                         |
|  | Xanthophyceae Allorge 1930 emend. Fritsch 1935 (algas verde-amareladas) |
|  |                                                                         |

|  | Synchromophyceae Horn & Wilhelm 2007                                                                       |
|  | |
|  | \| \| Leukarachnion Geitler 1942 \| \| \| \| \| \| Chrysophyceae Pascher 1914 (algas-douradas) \| \| \| \| |
|  | |
|  | Leukarachnion Geitler 1942                                                                                 |
|  | |
|  | Chrysophyceae Pascher 1914 (algas-douradas)                                                                |
|  | |

|  | Leukarachnion Geitler 1942                  |
|  |                                             |
|  | Chrysophyceae Pascher 1914 (algas-douradas) |
|  |                                             |

|  | Synchromophyceae Horn & Wilhelm 2007                                                                       |
|  | |
|  | \| \| Leukarachnion Geitler 1942 \| \| \| \| \| \| Chrysophyceae Pascher 1914 (algas-douradas) \| \| \| \| |
|  | |
|  | Leukarachnion Geitler 1942                                                                                 |
|  | |
|  | Chrysophyceae Pascher 1914 (algas-douradas)                                                                |
|  | |

|  | Leukarachnion Geitler 1942                  |
|  |                                             |
|  | Chrysophyceae Pascher 1914 (algas-douradas) |
|  |                                             |

|  | Chrysomerophyceae Cavalier-Smith 1995 |
|  | |
|  | \| \| Phaeothamniophyceae Andersen & Bailey 1998 s.l. \| \| \| \| \| \| Xanthophyceae Allorge 1930 emend. Fritsch 1935 (algas verde-amareladas) \| \| \| \| |
|  | |
|  | Phaeothamniophyceae Andersen & Bailey 1998 s.l. |
|  | |
|  | Xanthophyceae Allorge 1930 emend. Fritsch 1935 (algas verde-amareladas)                                                                                     |
|  | |

|  | Phaeothamniophyceae Andersen & Bailey 1998 s.l.                         |
|  |                                                                         |
|  | Xanthophyceae Allorge 1930 emend. Fritsch 1935 (algas verde-amareladas) |
|  |                                                                         |

|  | Chrysomerophyceae Cavalier-Smith 1995 |
|  | |
|  | \| \| Phaeothamniophyceae Andersen & Bailey 1998 s.l. \| \| \| \| \| \| Xanthophyceae Allorge 1930 emend. Fritsch 1935 (algas verde-amareladas) \| \| \| \| |
|  | |
|  | Phaeothamniophyceae Andersen & Bailey 1998 s.l. |
|  | |
|  | Xanthophyceae Allorge 1930 emend. Fritsch 1935 (algas verde-amareladas)                                                                                     |
|  | |

|  | Phaeothamniophyceae Andersen & Bailey 1998 s.l.                         |
|  |                                                                         |
|  | Xanthophyceae Allorge 1930 emend. Fritsch 1935 (algas verde-amareladas) |
|  |                                                                         |

|  | Chrysomerophyceae Cavalier-Smith 1995 |
|  | |
|  | \| \| Phaeothamniophyceae Andersen & Bailey 1998 s.l. \| \| \| \| \| \| Xanthophyceae Allorge 1930 emend. Fritsch 1935 (algas verde-amareladas) \| \| \| \| |
|  | |
|  | Phaeothamniophyceae Andersen & Bailey 1998 s.l. |
|  | |
|  | Xanthophyceae Allorge 1930 emend. Fritsch 1935 (algas verde-amareladas)                                                                                     |
|  | |

|  | Phaeothamniophyceae Andersen & Bailey 1998 s.l.                         |
|  |                                                                         |
|  | Xanthophyceae Allorge 1930 emend. Fritsch 1935 (algas verde-amareladas) |
|  |                                                                         |

|  | Chrysomerophyceae Cavalier-Smith 1995 |
|  | |
|  | \| \| Phaeothamniophyceae Andersen & Bailey 1998 s.l. \| \| \| \| \| \| Xanthophyceae Allorge 1930 emend. Fritsch 1935 (algas verde-amareladas) \| \| \| \| |
|  | |
|  | Phaeothamniophyceae Andersen & Bailey 1998 s.l. |
|  | |
|  | Xanthophyceae Allorge 1930 emend. Fritsch 1935 (algas verde-amareladas)                                                                                     |
|  | |

|  | Phaeothamniophyceae Andersen & Bailey 1998 s.l.                         |
|  |                                                                         |
|  | Xanthophyceae Allorge 1930 emend. Fritsch 1935 (algas verde-amareladas) |
|  |                                                                         |

|  | Pinguiophyceae Kawachi et al. 2002       |
|  |                                          |
|  | Eustigmatophyceae Hibberd & Leedale 1971 |
|  |                                          |

|  | Synchromophyceae Horn & Wilhelm 2007                                                                       |
|  | |
|  | \| \| Leukarachnion Geitler 1942 \| \| \| \| \| \| Chrysophyceae Pascher 1914 (algas-douradas) \| \| \| \| |
|  | |
|  | Leukarachnion Geitler 1942                                                                                 |
|  | |
|  | Chrysophyceae Pascher 1914 (algas-douradas)                                                                |
|  | |

|  | Leukarachnion Geitler 1942                  |
|  |                                             |
|  | Chrysophyceae Pascher 1914 (algas-douradas) |
|  |                                             |

|  | Synchromophyceae Horn & Wilhelm 2007                                                                       |
|  | |
|  | \| \| Leukarachnion Geitler 1942 \| \| \| \| \| \| Chrysophyceae Pascher 1914 (algas-douradas) \| \| \| \| |
|  | |
|  | Leukarachnion Geitler 1942                                                                                 |
|  | |
|  | Chrysophyceae Pascher 1914 (algas-douradas)                                                                |
|  | |

|  | Leukarachnion Geitler 1942                  |
|  |                                             |
|  | Chrysophyceae Pascher 1914 (algas-douradas) |
|  |                                             |

|  | Chrysomerophyceae Cavalier-Smith 1995 |
|  | |
|  | \| \| Phaeothamniophyceae Andersen & Bailey 1998 s.l. \| \| \| \| \| \| Xanthophyceae Allorge 1930 emend. Fritsch 1935 (algas verde-amareladas) \| \| \| \| |
|  | |
|  | Phaeothamniophyceae Andersen & Bailey 1998 s.l. |
|  | |
|  | Xanthophyceae Allorge 1930 emend. Fritsch 1935 (algas verde-amareladas)                                                                                     |
|  | |

|  | Phaeothamniophyceae Andersen & Bailey 1998 s.l.                         |
|  |                                                                         |
|  | Xanthophyceae Allorge 1930 emend. Fritsch 1935 (algas verde-amareladas) |
|  |                                                                         |

|  | Chrysomerophyceae Cavalier-Smith 1995 |
|  | |
|  | \| \| Phaeothamniophyceae Andersen & Bailey 1998 s.l. \| \| \| \| \| \| Xanthophyceae Allorge 1930 emend. Fritsch 1935 (algas verde-amareladas) \| \| \| \| |
|  | |
|  | Phaeothamniophyceae Andersen & Bailey 1998 s.l. |
|  | |
|  | Xanthophyceae Allorge 1930 emend. Fritsch 1935 (algas verde-amareladas)                                                                                     |
|  | |

|  | Phaeothamniophyceae Andersen & Bailey 1998 s.l.                         |
|  |                                                                         |
|  | Xanthophyceae Allorge 1930 emend. Fritsch 1935 (algas verde-amareladas) |
|  |                                                                         |

|  | Chrysomerophyceae Cavalier-Smith 1995 |
|  | |
|  | \| \| Phaeothamniophyceae Andersen & Bailey 1998 s.l. \| \| \| \| \| \| Xanthophyceae Allorge 1930 emend. Fritsch 1935 (algas verde-amareladas) \| \| \| \| |
|  | |
|  | Phaeothamniophyceae Andersen & Bailey 1998 s.l. |
|  | |
|  | Xanthophyceae Allorge 1930 emend. Fritsch 1935 (algas verde-amareladas)                                                                                     |
|  | |

|  | Phaeothamniophyceae Andersen & Bailey 1998 s.l.                         |
|  |                                                                         |
|  | Xanthophyceae Allorge 1930 emend. Fritsch 1935 (algas verde-amareladas) |
|  |                                                                         |

|  | Chrysomerophyceae Cavalier-Smith 1995 |
|  | |
|  | \| \| Phaeothamniophyceae Andersen & Bailey 1998 s.l. \| \| \| \| \| \| Xanthophyceae Allorge 1930 emend. Fritsch 1935 (algas verde-amareladas) \| \| \| \| |
|  | |
|  | Phaeothamniophyceae Andersen & Bailey 1998 s.l. |
|  | |
|  | Xanthophyceae Allorge 1930 emend. Fritsch 1935 (algas verde-amareladas)                                                                                     |
|  | |

|  | Phaeothamniophyceae Andersen & Bailey 1998 s.l.                         |
|  |                                                                         |
|  | Xanthophyceae Allorge 1930 emend. Fritsch 1935 (algas verde-amareladas) |
|  |                                                                         |

|  | Synchromophyceae Horn & Wilhelm 2007                                                                       |
|  | |
|  | \| \| Leukarachnion Geitler 1942 \| \| \| \| \| \| Chrysophyceae Pascher 1914 (algas-douradas) \| \| \| \| |
|  | |
|  | Leukarachnion Geitler 1942                                                                                 |
|  | |
|  | Chrysophyceae Pascher 1914 (algas-douradas)                                                                |
|  | |

|  | Leukarachnion Geitler 1942                  |
|  |                                             |
|  | Chrysophyceae Pascher 1914 (algas-douradas) |
|  |                                             |

|  | Synchromophyceae Horn & Wilhelm 2007                                                                       |
|  | |
|  | \| \| Leukarachnion Geitler 1942 \| \| \| \| \| \| Chrysophyceae Pascher 1914 (algas-douradas) \| \| \| \| |
|  | |
|  | Leukarachnion Geitler 1942                                                                                 |
|  | |
|  | Chrysophyceae Pascher 1914 (algas-douradas)                                                                |
|  | |

|  | Leukarachnion Geitler 1942                  |
|  |                                             |
|  | Chrysophyceae Pascher 1914 (algas-douradas) |
|  |                                             |

|  | Chrysomerophyceae Cavalier-Smith 1995 |
|  | |
|  | \| \| Phaeothamniophyceae Andersen & Bailey 1998 s.l. \| \| \| \| \| \| Xanthophyceae Allorge 1930 emend. Fritsch 1935 (algas verde-amareladas) \| \| \| \| |
|  | |
|  | Phaeothamniophyceae Andersen & Bailey 1998 s.l. |
|  | |
|  | Xanthophyceae Allorge 1930 emend. Fritsch 1935 (algas verde-amareladas)                                                                                     |
|  | |

|  | Phaeothamniophyceae Andersen & Bailey 1998 s.l.                         |
|  |                                                                         |
|  | Xanthophyceae Allorge 1930 emend. Fritsch 1935 (algas verde-amareladas) |
|  |                                                                         |

|  | Chrysomerophyceae Cavalier-Smith 1995 |
|  | |
|  | \| \| Phaeothamniophyceae Andersen & Bailey 1998 s.l. \| \| \| \| \| \| Xanthophyceae Allorge 1930 emend. Fritsch 1935 (algas verde-amareladas) \| \| \| \| |
|  | |
|  | Phaeothamniophyceae Andersen & Bailey 1998 s.l. |
|  | |
|  | Xanthophyceae Allorge 1930 emend. Fritsch 1935 (algas verde-amareladas)                                                                                     |
|  | |

|  | Phaeothamniophyceae Andersen & Bailey 1998 s.l.                         |
|  |                                                                         |
|  | Xanthophyceae Allorge 1930 emend. Fritsch 1935 (algas verde-amareladas) |
|  |                                                                         |

|  | Chrysomerophyceae Cavalier-Smith 1995 |
|  | |
|  | \| \| Phaeothamniophyceae Andersen & Bailey 1998 s.l. \| \| \| \| \| \| Xanthophyceae Allorge 1930 emend. Fritsch 1935 (algas verde-amareladas) \| \| \| \| |
|  | |
|  | Phaeothamniophyceae Andersen & Bailey 1998 s.l. |
|  | |
|  | Xanthophyceae Allorge 1930 emend. Fritsch 1935 (algas verde-amareladas)                                                                                     |
|  | |

|  | Phaeothamniophyceae Andersen & Bailey 1998 s.l.                         |
|  |                                                                         |
|  | Xanthophyceae Allorge 1930 emend. Fritsch 1935 (algas verde-amareladas) |
|  |                                                                         |

|  | Chrysomerophyceae Cavalier-Smith 1995 |
|  | |
|  | \| \| Phaeothamniophyceae Andersen & Bailey 1998 s.l. \| \| \| \| \| \| Xanthophyceae Allorge 1930 emend. Fritsch 1935 (algas verde-amareladas) \| \| \| \| |
|  | |
|  | Phaeothamniophyceae Andersen & Bailey 1998 s.l. |
|  | |
|  | Xanthophyceae Allorge 1930 emend. Fritsch 1935 (algas verde-amareladas)                                                                                     |
|  | |

|  | Phaeothamniophyceae Andersen & Bailey 1998 s.l.                         |
|  |                                                                         |
|  | Xanthophyceae Allorge 1930 emend. Fritsch 1935 (algas verde-amareladas) |
|  |                                                                         |

|  | Pinguiophyceae Kawachi et al. 2002       |
|  |                                          |
|  | Eustigmatophyceae Hibberd & Leedale 1971 |
|  |                                          |

|  | Synchromophyceae Horn & Wilhelm 2007                                                                       |
|  | |
|  | \| \| Leukarachnion Geitler 1942 \| \| \| \| \| \| Chrysophyceae Pascher 1914 (algas-douradas) \| \| \| \| |
|  | |
|  | Leukarachnion Geitler 1942                                                                                 |
|  | |
|  | Chrysophyceae Pascher 1914 (algas-douradas)                                                                |
|  | |

|  | Leukarachnion Geitler 1942                  |
|  |                                             |
|  | Chrysophyceae Pascher 1914 (algas-douradas) |
|  |                                             |

|  | Synchromophyceae Horn & Wilhelm 2007                                                                       |
|  | |
|  | \| \| Leukarachnion Geitler 1942 \| \| \| \| \| \| Chrysophyceae Pascher 1914 (algas-douradas) \| \| \| \| |
|  | |
|  | Leukarachnion Geitler 1942                                                                                 |
|  | |
|  | Chrysophyceae Pascher 1914 (algas-douradas)                                                                |
|  | |

|  | Leukarachnion Geitler 1942                  |
|  |                                             |
|  | Chrysophyceae Pascher 1914 (algas-douradas) |
|  |                                             |

|  | Chrysomerophyceae Cavalier-Smith 1995 |
|  | |
|  | \| \| Phaeothamniophyceae Andersen & Bailey 1998 s.l. \| \| \| \| \| \| Xanthophyceae Allorge 1930 emend. Fritsch 1935 (algas verde-amareladas) \| \| \| \| |
|  | |
|  | Phaeothamniophyceae Andersen & Bailey 1998 s.l. |
|  | |
|  | Xanthophyceae Allorge 1930 emend. Fritsch 1935 (algas verde-amareladas)                                                                                     |
|  | |

|  | Phaeothamniophyceae Andersen & Bailey 1998 s.l.                         |
|  |                                                                         |
|  | Xanthophyceae Allorge 1930 emend. Fritsch 1935 (algas verde-amareladas) |
|  |                                                                         |

|  | Chrysomerophyceae Cavalier-Smith 1995 |
|  | |
|  | \| \| Phaeothamniophyceae Andersen & Bailey 1998 s.l. \| \| \| \| \| \| Xanthophyceae Allorge 1930 emend. Fritsch 1935 (algas verde-amareladas) \| \| \| \| |
|  | |
|  | Phaeothamniophyceae Andersen & Bailey 1998 s.l. |
|  | |
|  | Xanthophyceae Allorge 1930 emend. Fritsch 1935 (algas verde-amareladas)                                                                                     |
|  | |

|  | Phaeothamniophyceae Andersen & Bailey 1998 s.l.                         |
|  |                                                                         |
|  | Xanthophyceae Allorge 1930 emend. Fritsch 1935 (algas verde-amareladas) |
|  |                                                                         |

|  | Chrysomerophyceae Cavalier-Smith 1995 |
|  | |
|  | \| \| Phaeothamniophyceae Andersen & Bailey 1998 s.l. \| \| \| \| \| \| Xanthophyceae Allorge 1930 emend. Fritsch 1935 (algas verde-amareladas) \| \| \| \| |
|  | |
|  | Phaeothamniophyceae Andersen & Bailey 1998 s.l. |
|  | |
|  | Xanthophyceae Allorge 1930 emend. Fritsch 1935 (algas verde-amareladas)                                                                                     |
|  | |

|  | Phaeothamniophyceae Andersen & Bailey 1998 s.l.                         |
|  |                                                                         |
|  | Xanthophyceae Allorge 1930 emend. Fritsch 1935 (algas verde-amareladas) |
|  |                                                                         |

|  | Chrysomerophyceae Cavalier-Smith 1995 |
|  | |
|  | \| \| Phaeothamniophyceae Andersen & Bailey 1998 s.l. \| \| \| \| \| \| Xanthophyceae Allorge 1930 emend. Fritsch 1935 (algas verde-amareladas) \| \| \| \| |
|  | |
|  | Phaeothamniophyceae Andersen & Bailey 1998 s.l. |
|  | |
|  | Xanthophyceae Allorge 1930 emend. Fritsch 1935 (algas verde-amareladas)                                                                                     |
|  | |

|  | Phaeothamniophyceae Andersen & Bailey 1998 s.l.                         |
|  |                                                                         |
|  | Xanthophyceae Allorge 1930 emend. Fritsch 1935 (algas verde-amareladas) |
|  |                                                                         |

|  | Synchromophyceae Horn & Wilhelm 2007                                                                       |
|  | |
|  | \| \| Leukarachnion Geitler 1942 \| \| \| \| \| \| Chrysophyceae Pascher 1914 (algas-douradas) \| \| \| \| |
|  | |
|  | Leukarachnion Geitler 1942                                                                                 |
|  | |
|  | Chrysophyceae Pascher 1914 (algas-douradas)                                                                |
|  | |

|  | Leukarachnion Geitler 1942                  |
|  |                                             |
|  | Chrysophyceae Pascher 1914 (algas-douradas) |
|  |                                             |

|  | Synchromophyceae Horn & Wilhelm 2007                                                                       |
|  | |
|  | \| \| Leukarachnion Geitler 1942 \| \| \| \| \| \| Chrysophyceae Pascher 1914 (algas-douradas) \| \| \| \| |
|  | |
|  | Leukarachnion Geitler 1942                                                                                 |
|  | |
|  | Chrysophyceae Pascher 1914 (algas-douradas)                                                                |
|  | |

|  | Leukarachnion Geitler 1942                  |
|  |                                             |
|  | Chrysophyceae Pascher 1914 (algas-douradas) |
|  |                                             |

|  | Chrysomerophyceae Cavalier-Smith 1995 |
|  | |
|  | \| \| Phaeothamniophyceae Andersen & Bailey 1998 s.l. \| \| \| \| \| \| Xanthophyceae Allorge 1930 emend. Fritsch 1935 (algas verde-amareladas) \| \| \| \| |
|  | |
|  | Phaeothamniophyceae Andersen & Bailey 1998 s.l. |
|  | |
|  | Xanthophyceae Allorge 1930 emend. Fritsch 1935 (algas verde-amareladas)                                                                                     |
|  | |

|  | Phaeothamniophyceae Andersen & Bailey 1998 s.l.                         |
|  |                                                                         |
|  | Xanthophyceae Allorge 1930 emend. Fritsch 1935 (algas verde-amareladas) |
|  |                                                                         |

|  | Chrysomerophyceae Cavalier-Smith 1995 |
|  | |
|  | \| \| Phaeothamniophyceae Andersen & Bailey 1998 s.l. \| \| \| \| \| \| Xanthophyceae Allorge 1930 emend. Fritsch 1935 (algas verde-amareladas) \| \| \| \| |
|  | |
|  | Phaeothamniophyceae Andersen & Bailey 1998 s.l. |
|  | |
|  | Xanthophyceae Allorge 1930 emend. Fritsch 1935 (algas verde-amareladas)                                                                                     |
|  | |

|  | Phaeothamniophyceae Andersen & Bailey 1998 s.l.                         |
|  |                                                                         |
|  | Xanthophyceae Allorge 1930 emend. Fritsch 1935 (algas verde-amareladas) |
|  |                                                                         |

|  | Chrysomerophyceae Cavalier-Smith 1995 |
|  | |
|  | \| \| Phaeothamniophyceae Andersen & Bailey 1998 s.l. \| \| \| \| \| \| Xanthophyceae Allorge 1930 emend. Fritsch 1935 (algas verde-amareladas) \| \| \| \| |
|  | |
|  | Phaeothamniophyceae Andersen & Bailey 1998 s.l. |
|  | |
|  | Xanthophyceae Allorge 1930 emend. Fritsch 1935 (algas verde-amareladas)                                                                                     |
|  | |

|  | Phaeothamniophyceae Andersen & Bailey 1998 s.l.                         |
|  |                                                                         |
|  | Xanthophyceae Allorge 1930 emend. Fritsch 1935 (algas verde-amareladas) |
|  |                                                                         |

|  | Chrysomerophyceae Cavalier-Smith 1995 |
|  | |
|  | \| \| Phaeothamniophyceae Andersen & Bailey 1998 s.l. \| \| \| \| \| \| Xanthophyceae Allorge 1930 emend. Fritsch 1935 (algas verde-amareladas) \| \| \| \| |
|  | |
|  | Phaeothamniophyceae Andersen & Bailey 1998 s.l. |
|  | |
|  | Xanthophyceae Allorge 1930 emend. Fritsch 1935 (algas verde-amareladas)                                                                                     |
|  | |

|  | Phaeothamniophyceae Andersen & Bailey 1998 s.l.                         |
|  |                                                                         |
|  | Xanthophyceae Allorge 1930 emend. Fritsch 1935 (algas verde-amareladas) |
|  |                                                                         |